# Konstantin (papež)
Konstantin (664? dnešní Sýrie – 9. dubna 715 Řím?) byl papežem od 25. března 708 až do své smrti.

## Život
Byl původem řecky mluvící Syřan (stejně jako jeho předchůdce Sisinius, snad jeho bratr), zakládal si na řeckých tradicích. Byl zabit při vzpouře vojska.